# César Cueto

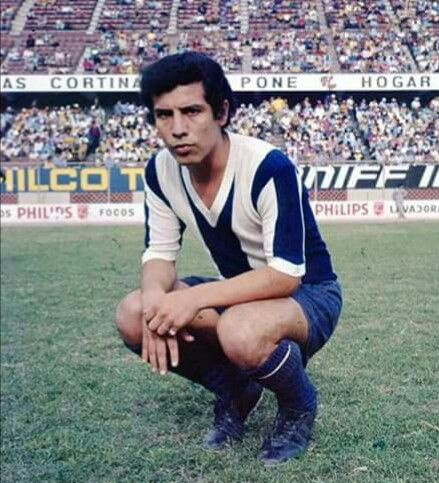
César Cueto

César Augusto Cueto Villa (Lima, 16 de junho de 1952) é um ex-futebolista peruano. Ele competiu na Copa do Mundo FIFA de 1982, sediada na Espanha, na qual a seleção de seu país terminou na 20º colocação dentre os 24 participantes. Entre 1972 e 1985, disputou 51 jogos pela Blanquirroja e fez 6 gols, vencendo a Copa América de 1975.

## Carreira
Cueto iniciou a carreira no Alianza Lima, estreando no time principal aos 16 anos, numa partida contra o Deportivo Municipal. Num time que tinha como destaques Teófilo Cubillas, Pedro Pablo León, Julio Baylón e Víctor Zegarra, o meio-campista disputou 32 partidas e fez 12 gols, regressando ao clube em 1975 (129 jogos e 79 gols) e atuando por 4 temporadas. Ele ainda teve passagens por José Gálvez e Deportivo Municipal em seu país, e também jogou com relativo sucesso na Colômbia, defendendo Atlético Nacional, América de Cali, Deportivo Pereira e Cúcuta Deportivo, onde se aposentaria em 1987.
Porém, no mesmo ano, o desastre aéreo com o Alianza Lima fez com que El Poeta de la Zurda voltasse aos gramados (Cubillas também voltou da aposentadoria para ajudar o clube, onde também seria o técnico). No ano seguinte, seria emprestado ao Sporting Cristal apenas para jogar a Marlboro Cup, onde os Cervezeros derrotaram Benfica e Barcelona de Guayaquil.
Em 1991, aos 39 anos e com 292 partidas disputadas pelo Alianza, com 145 gols, Cueto encerrou definitivamente sua carreira profissional; somando clubes e seleção, o meia participou de 618 jogos e balançou as redes 294 vezes.